# Port Heiden
Port Heiden es una ciudad ubicada en el borough de Lake and Peninsula en el estado estadounidense de Alaska. En el Censo de 2010 tenía una población de 102 habitantes y una densidad poblacional de 0,77 personas por km².

## Geografía
Port Heiden se encuentra en las coordenadas 56°57′51″N 158°34′50″O / 56.96417, -158.58056. Según la Oficina del Censo de los Estados Unidos, Port Heiden tiene una superficie total de 132.14 km², de la cual 131.13 km² corresponden a tierra firme y (0.76%) 1 km² es agua.

## Demografía
Según el censo de 2010, había 102 personas residiendo en Port Heiden. La densidad de población era de 0,77 hab./km². De los 102 habitantes, Port Heiden estaba compuesto por el 14.71% blancos, el 0% eran afroamericanos, el 83.33% eran amerindios, el 0% eran asiáticos, el 0% eran isleños del Pacífico, el 0% eran de otras razas y el 1.96% pertenecían a dos o más razas. Del total de la población el 0% eran hispanos o latinos de cualquier raza.